# Melanie Blatt

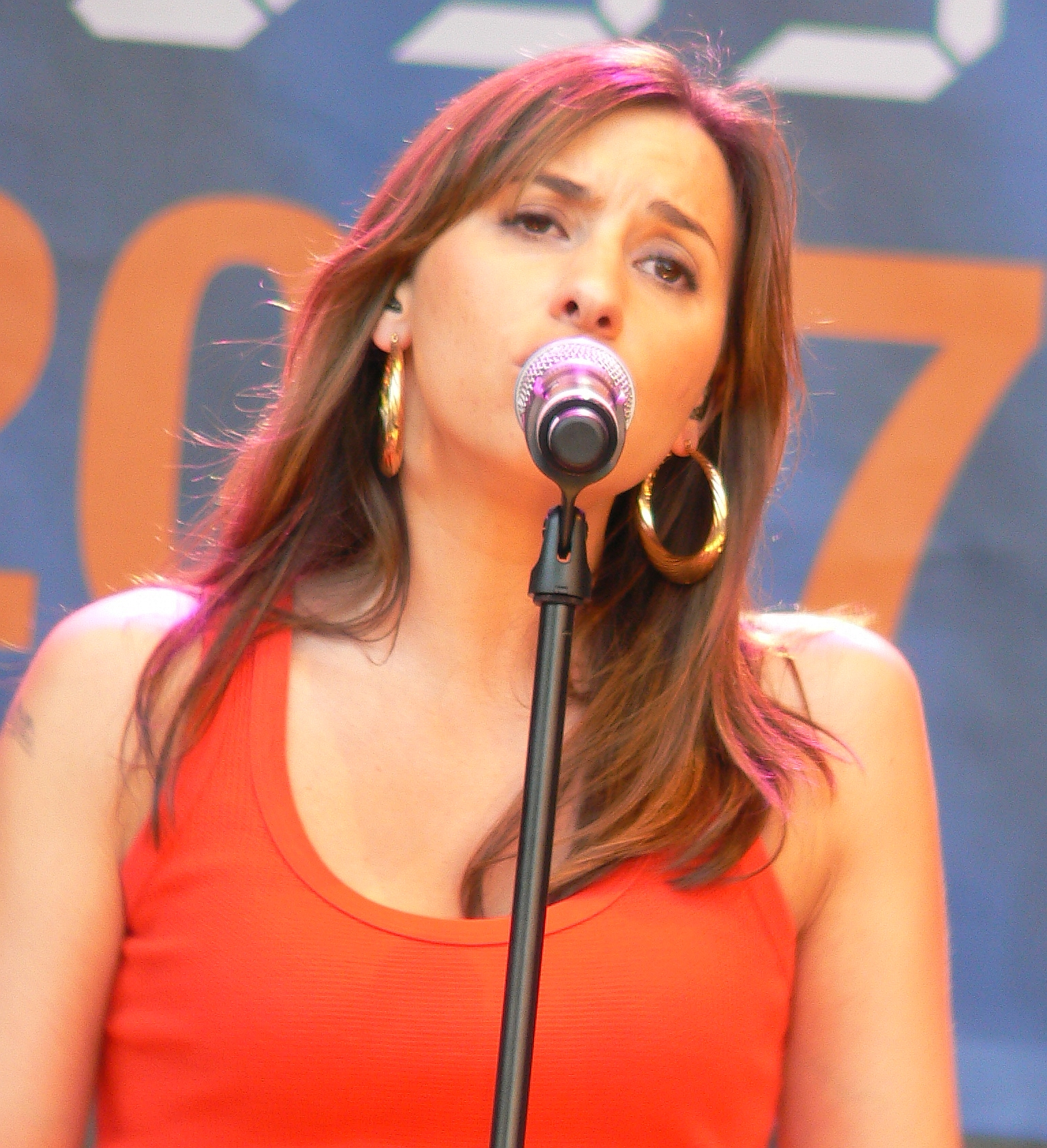
Melanie Blatt (2007)

Melanie Ruth Blatt (* 25. März 1975 in London Borough of Camden) ist eine englische Sängerin, die als Mitglied der Girlgroup All Saints bekannt wurde. Sie nannte sich bei einigen Projekten auch Mel Blatt oder Melanie Guillaume.

## Biografie
Die Tochter einer französischen Mutter und eines englischen Vaters mit polnisch-russischen Wurzeln spricht fließend französisch und englisch. Sie verbrachte die ersten vier Jahre ihres Lebens in der Normandie. Zur gleichen Zeit wie Denise van Outen, Emma Bunton und ihre spätere Bandkollegin Nicole Appleton besuchte Blatt die renommierte Sylvia Young Theatre School.
Sie war kurzzeitig Mitglied einer Musikgruppe namens Drive, die sich um die amerikanische Schauspielerin Julienne Davis formiert hatte, und arbeitete 1993 unter dem Pseudonym Melanie Guillaume als Backgroundsängerin für das Dub-Funk-Projekt Dreadzone (360° und Curfew). Mit Simone Rainford gründete sie All Saints 1.9.7.5. Nachdem Rainford die Band verlassen hatte, kamen 1995 die Schwestern Nicole und Natalie Appleton dazu und die Zahlen 1.9.7.5. wurden aus dem Bandnamen gestrichen. Insgesamt gelang den All Saints von 1997 bis zur vorübergehenden Trennung im Jahr 2001 siebenmal der Sprung an die Spitze der britischen Hitparade.
Anschließend erhielt Blatt einen Plattenvertrag bei London Records. Die Single TwentyFourSeven, ein Feature mit Artful Dodger, stieg im September 2001 in die UK-Charts und erreichte Platz 6. Außerdem sang sie das Lied I’m Leavin für den Hip-Hop-Act Outsidaz. Die erste Solosingle Do Me Wrong erschien 2003 und erreichte im September Platz 18 im Vereinigten Königreich. Nachdem die zweite Single See Me gefloppt war, wurde das geplante Debütalbum, an dem Blatt mit Matt Hales alias Aqualung arbeitete, nicht veröffentlicht und der Plattenvertrag aufgelöst.
Im Frühjahr 2006 kam es zur Wiedervereinigung von All Saints, die im Herbst desselben Jahres das dritte Studioalbum veröffentlichten. Fortan vernachlässigte Blatt ihre Musikkarriere und widmete sich hauptsächlich ihrer Arbeit fürs Fernsehen. Als Schauspielerin war sie in dem von der Kritik verrissenen Gangsterfilm Honest – Beinahe ehrlich, bei dem David A. Stewart Regie führte, zu sehen und spielte eine kleine Rolle in der Komödie Dog Eat Dog. Außerdem moderierte sie Backstage bei den BRIT Awards 2009, nahm an der Music-Chat-Show The Hot Desk teil und war 2013 Jurorin der Castingshow The X Factor New Zealand.

## Diskografie

### Singles
| Jahr | Titel Album                | Höchstplatzierung, Gesamtwochen, AuszeichnungChartsChartplatzierungen (Jahr, Titel, Album, Platzierungen, Wochen, Auszeichnungen, Anmerkungen) | Anmerkungen                                                                |
| Jahr | Titel Album                | UK | Anmerkungen                                                                |
| ---- | -------------------------- | --- | -------------------------------------------------------------------------- |
| 2001 | Twenty Four Seven All Hits | UK6 (9 Wo.)UK | Erstveröffentlichung: 3. September 2001 Artful Dodger feat. Melanie Blatt  |
| 2002 | I’m Leavin’ The Bricks     | UK41 (2 Wo.)UK | Erstveröffentlichung: März 2002 Outsidaz feat. Rah Digga und Melanie Blatt |
| 2003 | Do Me Wrong –              | UK18 (5 Wo.)UK | Erstveröffentlichung: 25. August 2003                                      |
| 2005 | See Me –                   | UK28 (1 Wo.)UK | Erstveröffentlichung: 11. April 2005                                       |

Weitere Singles
- 2006: Dreaming About Tomorrow (Rupeski feat. Melanie Blatt)
- 2012: Ecstasy / Need Your Lovin (Soul Clap feat. Melanie Blatt)
- 2013: Fall’s Away (Fur Coat feat. Melanie Blatt)